# Échelle de Waterlow
L'échelle de Waterlow est une échelle d'évaluation du risque d'escarre, créée en 1985 par Mrs Waterlow en Grande-Bretagne, très utilisé au niveau européen. Cette échelle est utilisée chez les sujets plutôt jeunes, car elle est peu utilisable chez le sujet âgé puisqu’elle affecte un score très important à l’âge,,.

## Facteurs pris en compte
Cette échelle permet à l'équipe soignante d'évaluer le risque que le patient développe une escarre et facilite la communication entre les différents acteurs du soin. On attribue un certain nombre de points à différents facteurs intrinsèques ou extrinsèques (le nombre de points attribué aux différents facteurs peut varier légèrement) :

### La masse corporelle
Rapport poids/taille (un seul choix possible), appréciation clinique ou IMC (indice de masse corporelle)
- moyenne = 0
- au-dessus de la moyenne = 1
- obèse = 2
- en dessous de la moyenne = 3

### La continence
Un seul choix est possible :
- totale ou sonde urinaire = 0
- occasionnellement incontinent (accident, fuite) = 1
- incontinence fécale seule ou incontinence urinaire seule = 2
- incontinence urinaire et fécale = 3

### L'aspect visuel de la peau
Plusieurs choix sont possibles, le score maximal est 5 :
- saine = 0
- fine / grêle = 1
- sèche / déshydratée = 1
- œdémateuse = 1
- état de transpiration (peau molle, échauffée) = 1
- décolorée = 2
- irritation cutanée = 3

### La mobilité
Un seul choix est possible :
- complète = 0
- agité = 1
- apathique = 2
- restreinte = 3
- immobile / traction = 4
- patient mis au fauteuil = 5

### Le sexe
- masculin = 1
- féminin = 2

### L'âge
- 0 à 13 ans = 0
- 14 à 49 ans = 1
- 50 à 64 ans = 2
- 65 à 74 ans = 3
- 75 à 90 ans = 4
- > 90 ans = 5

### L’appétit
Un seul choix est possible :
- moyen = 0
- faible = 1
- alimentation par sonde gastrique uniquement = 2
- à jeun, anorexique = 3

## Les risques particuliers

### Malnutrition des tissus
Plusieurs choix sont possibles :
- cachexie terminale = 8
- déficience cardiaque = 5
- insuffisance vasculaire périphérique = 5
- anémie = 2
- tabagisme = 1

### Déficience neurologique
- diabète, sclérose en plaques, AVC, déficit sensoriel, paraplégies = 4 à 6

### Chirurgie ou traumatisme
- orthopédie (partie inférieure) = 5
- colonne = 5
- intervention de + de 2 heures = 5

### Médicaments
- cytotoxiques = 4
- corticoïdes à haute dose = 4
- anti-inflammatoires = 4

## Résultats
Plus le résultat est haut, plus le risque d'escarre est élevé. Un résultat en dessous de 10 signifie que le risque d'escarre est inexistant.
Le  patient  est  considéré  :
- à  risque si  le  score  >  10
- à haut  risque si  le  score  >  15
- à  très  haut  risque si  le  score  >  20

L’interprétation du résultat peut varier légèrement.